# 珠康·土登克珠
珠康·土登克珠（藏語：སྒྲུབ་ཁང་ཐུབ་བསྟན་མཁས་གྲུབ，威利转写：sgrub khang thub bstan mkhas grub；1955年12月—），男，藏族，西藏那曲人，第七世珠康活佛。大专学历。

## 生平
1958年6月，他被认定为西藏那曲县孝登寺的第七世珠康活佛，坐床之后在孝登寺学习佛经。文化大革命爆发后，1967年3月，他被下放到西藏自治区那曲县巴尔达乡参加劳动。1970年6月，他被关入西藏自治区那曲地区监狱劳改。1974年10月，他被转押西藏自治区第一监狱劳改。
1979年5月，他获得平反释放，此后在家闲居。1980年7月，出任西藏自治区那曲地区政协委员、常委，中国佛教协会西藏分会理事。1982年5月，出任西藏自治区那曲地区政协副主席、那曲地区佛教协会副会长、西藏自治区政协委员。其间，他于1983年9月至1985年7月在西藏民族学院干部训练班学习汉语文。1985年8月，他担任西藏自治区那曲地区政协副主席、那曲地区佛教协会会长、西藏自治区政协委员、中国佛教协会西藏分会常务理事。其间，于1987年9月至1988年6月在中国藏语系高级佛学院佛学专业学习。1998年5月起，他连续多届担任西藏自治区政协副主席，并担任中国佛教协会西藏分会常务副会长，西藏民族学院兼职教授。2002年9月，他兼任中国佛教协会副会长。2003年起，他出任中国佛教协会西藏分会会长。2011年6月，兼任西藏佛学院院长。
他先后当选为第八届全国政协委员，第九、十、十一、十二届全国政协常务委员。2018年1月，当选第十三届全国政协委员。